# Bòng bong Nhật Bản
Bòng bong Nhật Bản hay còn gọi hải kim sa (danh pháp khoa học: Lygodium japonicum) là một loài dương xỉ trong họ Lygodiaceae. Loài này được Thunb. Sw. mô tả khoa học đầu tiên năm 1802.

## Sử dụng
Bào tử ở phía sau lá của loài Lygodium japonicum (Thunb.) Sw. còn gọi là Hải kim sa (Spora Lygodii) được dùng để chữa một số bệnh phụ khoa.

## Hình ảnh

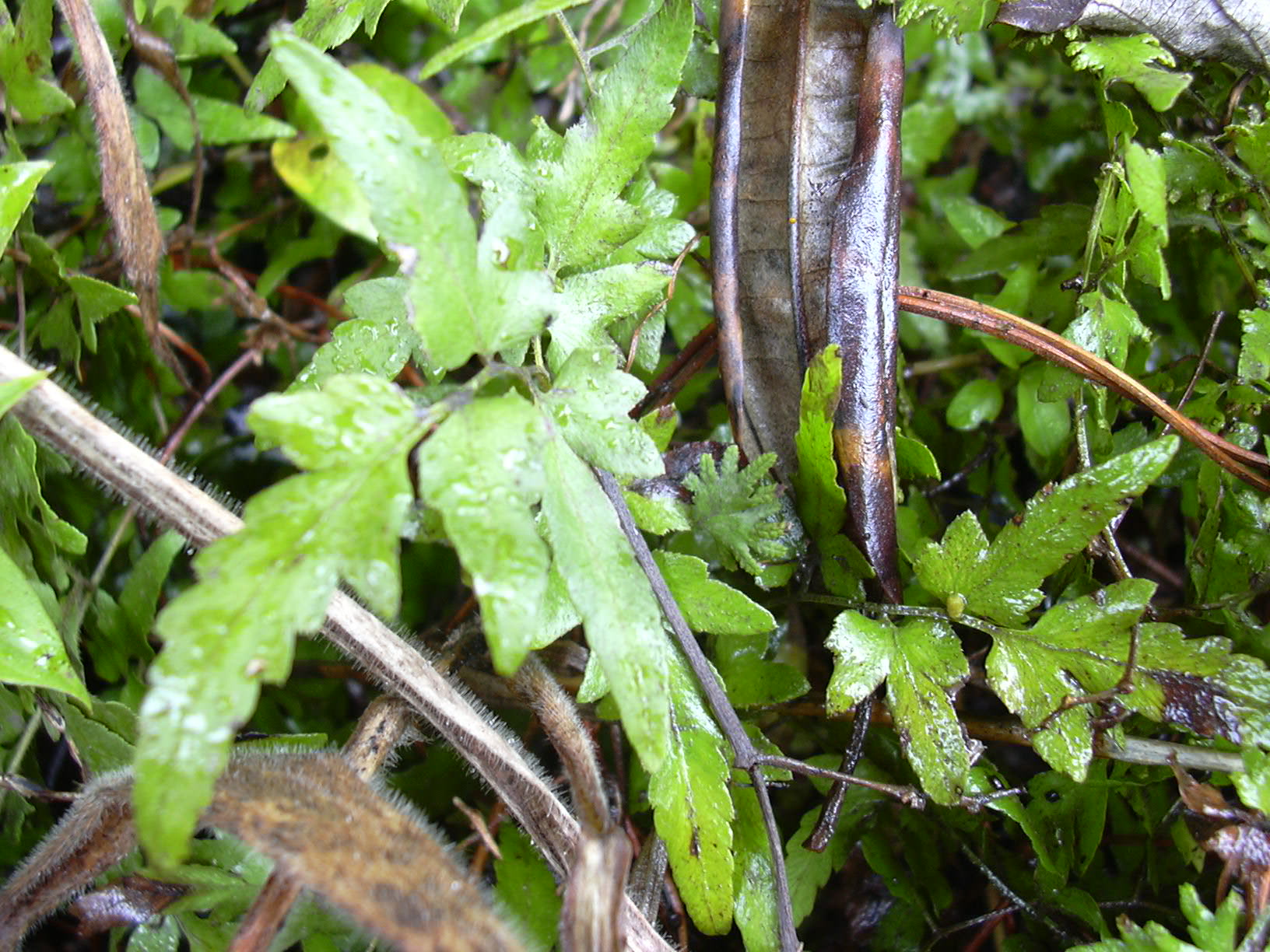
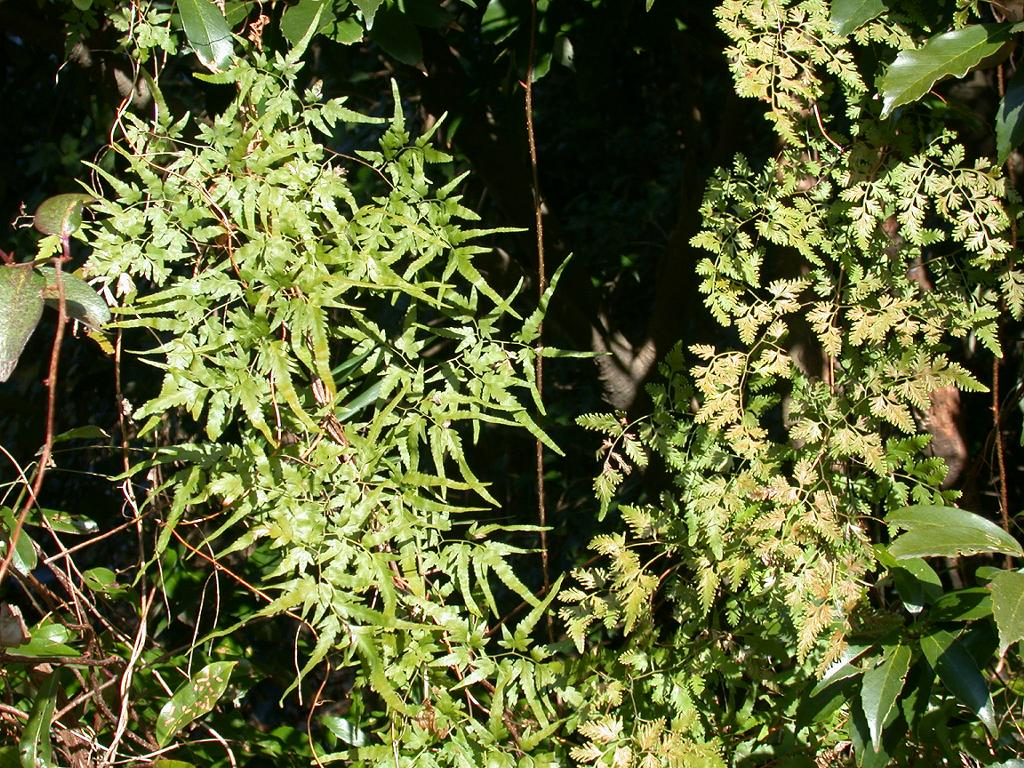
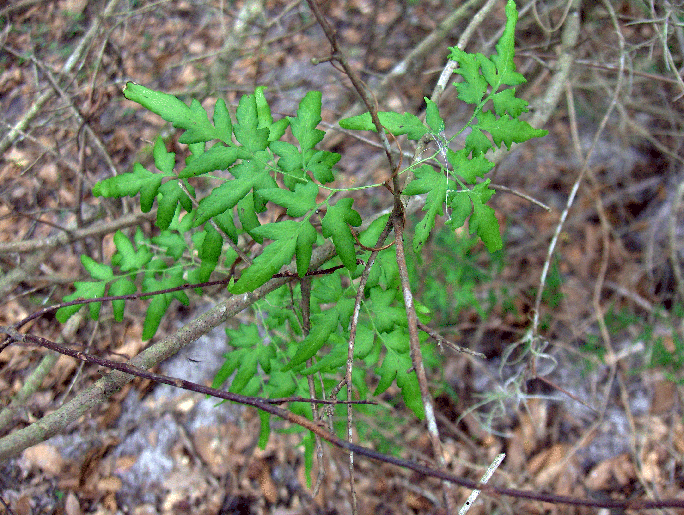
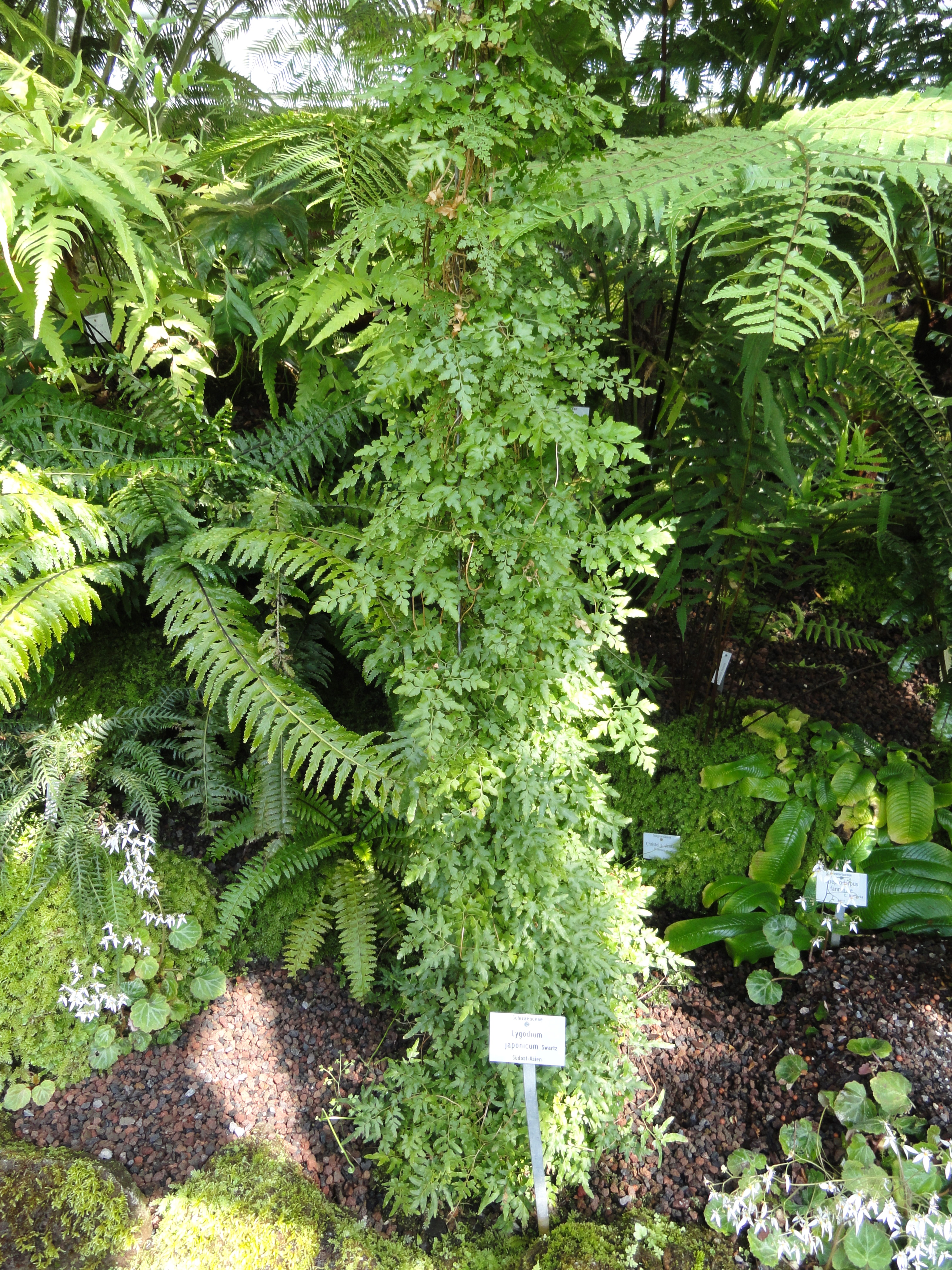